# 9-氨甲基-9,10-二氢蒽
9-氨甲基-9,10-二氢蒽，简称AMDA，是一种有机化合物，可作为5-HT2A受体的有效选择性拮抗剂。它已被用于帮助研究5-HT2A蛋白的形状，并开发出一大类具有更高效力和选择性的相关衍生物。